# 瓢蟲 (小說)
是由日本小說家伊坂幸太郎創作的懸疑小說，於2010年問世。本書是的續作，也是「殺手系列」的第二作。《瓢蟲》的劇情由一列新幹線上的三組人馬交織而成，分別是欲為兒子報仇、反被行兇的國中生制住的前殺手；一對幹練的殺手搭檔，欲將委託人的兒子和贖金安全帶回；以及一名倒楣透頂的殺手，接到命令要偷走裝贖金的箱子。
伊坂因為《蚱蜢》的評價差強人意，而有了再挑戰一次殺手題材的念頭。《瓢蟲》是伊坂頗有自信的作品，在上市後也接連獲得書店和書評的肯定，2014年榮獲第7屆大学读书人大奖的大獎。有關本書的評論主要讚賞角色刻劃、良好的劇情節奏，以及結局令人驚豔的伏筆回收。《瓢蟲》先於2018年被改編成舞台劇，2020年宣布即將製作成好萊塢電影，於2022年上映。

## 劇情概要
故事圍繞著在同一列新幹線「疾風號」上的三組人馬展開。中年男子木村雄一曾是一名殺手，兒子小涉被國中生王子從樓上推下而昏迷不醒，於是在東京站搭上王子所在的新幹線意圖殺他報仇。然而狡猾早熟的王子早就得知，用電擊槍將他制伏。另一方面，幹練的殺手二人組蜜柑與檸檬接到黑社會巨頭峰岸的委託，從敵對組織中救回了被綁架的峰岸之子，帶著裝贖金的行李箱和人搭上新幹線準備前往終點站盛岡站交差。在另一邊，一向倒楣的殺手七尾接到一個簡單的工作，即在東京站登上新幹線，偷拿走一個行李箱。
王子以摧毀別人心志為樂而且幸運無比，他威脅木村不要輕舉妄動，否則小涉就會被他的同夥殺掉。七尾偷走了蜜柑與檸檬的行李箱，得手後正要在上野站下車，卻在月台與仇家殺手「狼」碰個正著。在車上兩人扭打起來，七尾失手殺了狼，只好將屍體藏起，並發現狼在車上有個目標——名叫「虎頭蜂」的女人。蜜柑與檸檬發現行李箱被偷，沒多久峰岸的兒子被人暗殺，因此陷入難以交差的困境，決定抓七尾去交差。
雖然不認識七尾、蜜柑與檸檬，但王子察覺到這些人不對勁的行徑，於是起心動念打算玩弄這些大人。王子將行李箱偷走，叫木村打開行李箱看看再放回去，害得七尾無法在大宮站下車。七尾拿回行李箱後向蜜柑與檸檬投降退出，但對方不願罷休。七尾發覺車上的推車小姐和狼手上的「虎頭蜂」照片一模一樣，為了自保而殺了對方。「虎頭蜂」是以毒殺聞名的殺手，蜜柑認為殺死峰岸之子的人可能就是虎頭蜂，於是與七尾停戰。
木村與王子一起行動，結果碰上檸檬。檸檬對兩人起疑心而槍擊木村，試圖殺王子時藥效發作暈倒，王子便槍斃了他。王子打算繼續玩弄人心，帶著蜜柑去找檸檬的屍體。蜜柑看破王子的偽裝並打算殺了他，結果王子的求救正好被七尾聽到，七尾以為王子是一般人，便不假思索就殺了蜜柑。
七尾受夠了，拿了行李箱就要在一之關站下車，結果還是被命運給阻止。木村的父母從一之關站上了車，兩人都是前菁英殺手，接到王子打去的捉弄電話後，擔心兒子的安危而趕來。木村夫婦遇到了和七尾在一起的王子，拿出槍將他制住，兩人派去的殺手槿殺掉了王子的同夥，小涉安然無事並甦醒。王子的手牌用盡，只能等死。
新幹線抵達盛岡站時，峰岸和大批人手到場驗人驗貨，結果峰岸卻當場被人刺殺，兇手可能就是虎頭蜂的另一人，假扮成車掌。兩個月後，在整起事件從沒走運過的七尾，拿著蜜柑與檸檬留下的抽獎券特別跑去超市抽獎，結果居然拿到了三獎：一整大箱的蜜柑與檸檬。

## 主要人物
- 木村雄一：前殺手。原本有酒精中毒的問題，小涉被王子傷害而昏迷住院後戒酒，打算復仇。
- 蜜柑、檸檬：優秀的殺手。奉峰岸之命救出峰岸之子，再帶著人和贖金交差。蜜柑性格謹慎，有文藝方面的興趣；檸檬比較粗枝大葉和耿直，極度喜愛《湯瑪士小火車》。
- 王子慧：外表俊秀純淨的普通國中生，骨子裡卻是邪惡且狡猾。孩童時期透過閱讀對操弄人心感到好奇，在學校對同學施加恐懼。相當相信自己的好運，認為不管做甚麼壞事都能全身而退。木村曾插手他懲罰同學的行為，王子一度被他的暴力給震懾到，為了證明自己沒有輸，所以對小涉下手。
- 七尾：倒楣透頂的殺手，在業界的稱號是「瓢蟲」，擅長瞬間扭斷目標的脖子。一直以來總是因為壞運而在執行任務時多了很多麻煩，深知自己的倒楣並無奈接受。在仲介真莉亞的介紹下接了這份任務。
- 真莉亞：負責給予七尾指示的女性。在七尾眼中她其實身手高強，只是她只做幕後工作。每次她派給七尾的「簡單工作」，最後都會弄到難以收拾，令她總是出乎意料。
- 狼：與七尾有仇的殺手。心胸狹隘，只會欺凌弱者，並常吹牛皮。
- 木村涉：木村雄一的兒子。5歲，被王子從百貨公司樓頂推下，在東京的醫院昏迷不醒。
- 木村茂、木村晃子：木村雄一的雙親，現居於岩手縣。故事後半揭露夫婦曾是業界頂尖殺手，如今年紀雖大技術仍未退步。因為接到王子打來的電話，帶著殺手裝備在中途上車。
- 峰岸良夫：黑社會的有力人士，在業界令人聞風喪膽。是前作中的角色。
- 峰岸的兒子：20多歲的青年，被綁架並勒贖。被蜜柑與檸檬救出後，在新幹線上被人殺害。
- 王子的同夥：與王子定時聯絡，如果王子響超過十聲沒接，就會對小涉的醫療設備動手腳。被木村夫婦委託的殺手槿給殺死。
- 鈴木：補習班老師。前作《蚱蜢》中的主要角色。此次為了見亡妻的雙親而搭上新幹線，與七尾有深入的互動，兩人在事後兩個月也在超市重逢。
- 繁：木村茂的晚輩，木村雄一還小的時候後常到木村家拜訪。此次接到木村夫婦的請託，為了還人情而派遣槿去保護小涉。
- 槿：殺手。前作《蚱蜢》中的角色。專長是神不知鬼不覺地將目標推到馬路給車撞死，這次也用了同樣的手法殺死王子的同夥。
- 虎頭蜂：擅長用毒的殺手，總是一個人或兩個人行動。前作《蚱蜢》中的角色。因為殺害了黑社會大佬寺原而聲名大噪，此後銷聲匿跡。

## 創作與出版

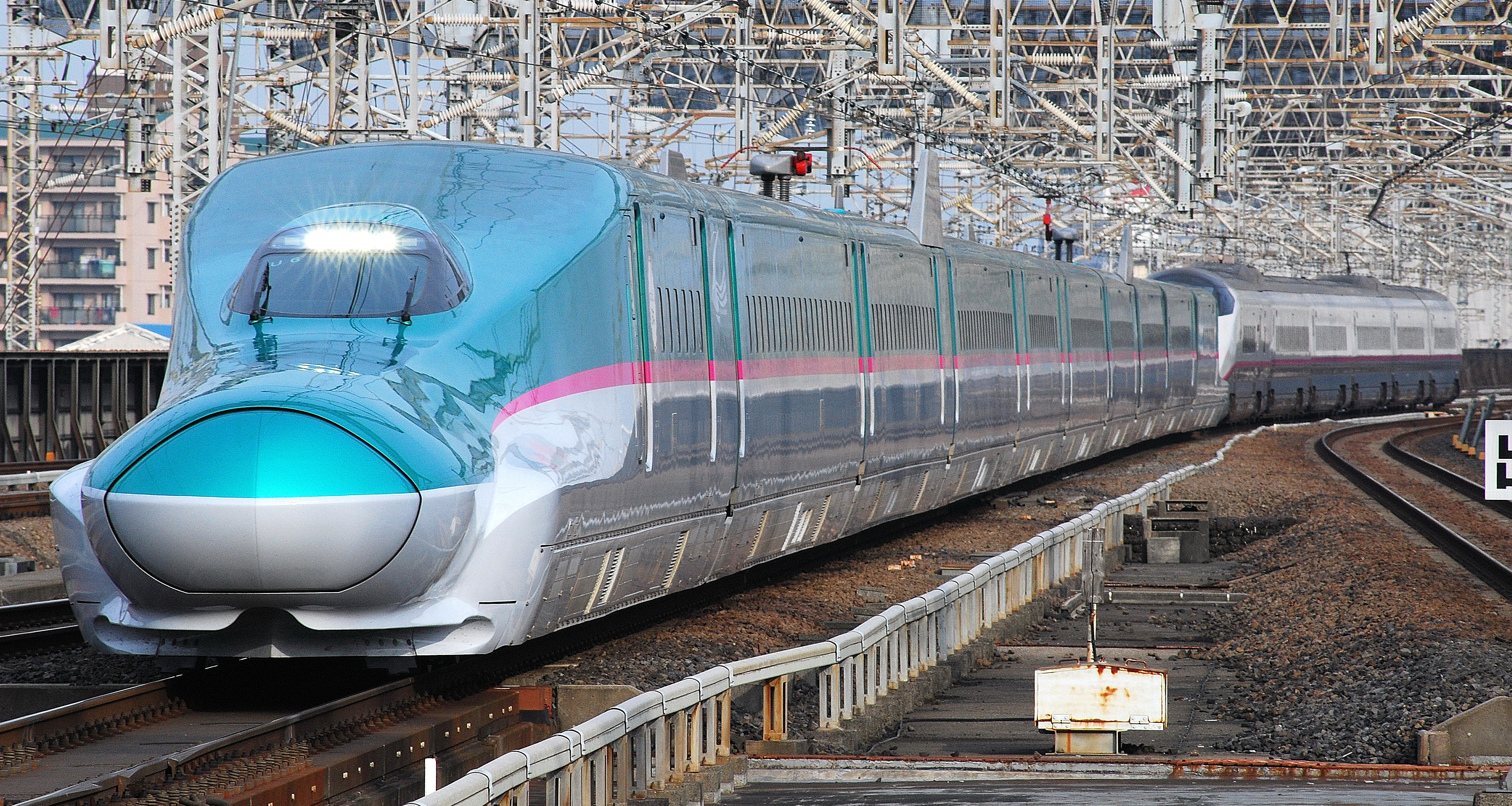
定期運行於東京站至盛岡站之間的疾風號102號（攝於2011年）

伊坂幸太郎在本書中延續了舊作（2004年出版）的世界觀，也就是殺手的世界；本書在名義上也是《蚱蜢》的續作、「殺手系列」（殺し屋シリーズ）的第2集。伊坂在接受Booklog訪問時談到動筆的動機：「六年前《蚱蜢》發售的時候，聽到的淨是些批評的聲音，就因為這份遺憾，我心想『用同個世界觀，這次想讓大家說有趣。』」
本書使用新幹線內部的空間作為故事的主舞台，伊坂表示：「就只是靈光一閃，也許是因為我喜歡《魔鬼戰將2》（1995年）、《暴走列車》（1985年）這種的電影，平常也坐了很多次新幹線所致。」書中角色檸檬喜歡《湯瑪士小火車》，伊坂本人是因為孩子的關係看了很多該劇，並感到喜歡，小說裡提到的《湯瑪士小火車》相關內容，他根本不用特地去調查就能寫得出來。伊坂將《瓢蟲》視為自信作，2017年受訪時稱該書仍是他心目中的代表作。
本書於2010年9月22日由角川書店發行，2013年9月25日出版文庫本。文庫本收錄有以七尾為主角的前傳〈因為不走運而笑出來〉（ついていないから笑う），該短篇原先發表於雜誌《達文西》2010年3月號。《瓢蟲》已被翻譯成中文、韓文、英文、義大利文和俄語。

## 書目資料
| 書名 | 出版社   | 出版日期      | 叢書 | ISBN               | 格式           | 頁數  | 來源  |
| ---- | -------- | ------------- | ---- | ------------------ | -------------- | ----- | ----- |
|      | 角川書店 | 2010年9月22日 |      | ISBN 9784048741057 | 精裝書（32開） | 472頁 | [ 4 ] |
|      | 角川書店 | 2013年9月25日 |      | ISBN 9784041009772 | 文庫版         | 592頁 | [ 5 ] |

### 中譯本
| 書名 | 出版社       | 出版日期     | 叢書                 | ISBN               | 格式            | 頁數  | 來源   |
| ---- | ------------ | ------------ | -------------------- | ------------------ | --------------- | ----- | ------ |
|      | 獨步文化     | 2012年10月   | 伊坂幸太郎作品集(17) | ISBN 9789866043376 | 平裝書（菊16K） | 496頁 | [ 8 ]  |
|      | 南海出版公司 | 2020年       |                      | ISBN 9787544296717 | 平裝書（32K）   | 464頁 | [ 9 ]  |
|      | 獨步文化     | 2021年3月6日 | 伊坂幸太郎作品集(17) | ISBN 9789869981095 | 平裝書          | 496頁 | [ 10 ] |

## 評價與分析
2010年12月10月，本書榮獲日本寶島社「這本推理小說真厲害！2011年版」的第6名。2010年12月，紀伊國屋書店舉辦「KinoBest!」評選，挑出年度最佳的30本書籍，《瓢蟲》名列第18名，其中一位書店店員的評語稱：「在故事的結尾，這本書不會辜負讀者對伏筆的期待，伏筆會以超級大逆轉之姿浮出水面。」2011年初，本書在第1屆Twitter文學獎榮獲國內小說第八名。2011年4月12日，在由書店店員評選的第8屆書店大賞中，《瓢蟲》排名第11名。2014年5月11日，第7屆大学读书人大奖的討論會舉辦，最終從5部候選作品中挑出《瓢蟲》拿下大獎。
Cinemarche的石井夏子評論道：「雖然新幹線上幾乎所有人都是殺手是很離奇的發想，但書中的人物描寫很細膩，伏筆回收也很出色。伊坂幸太郎娛樂讀者的能力可見一斑。」《瓢蟲》是日本搞笑藝人福娃醬愛看的書之一，她認為這本書「不只步調優秀而已，還很真誠」。

## 續集
時隔7年，「殺手系列」的第三部作品（AX）於2017年7月由KADOKAWA出版。蜜柑與檸檬在書中短暫登場。

## 改編媒體

### 舞台劇
2017年11月28日公布改編舞台劇的演員名單。amipro負責企劃與製作，腳本由太田守信執筆，演出由元吉庸泰負責。舞台劇於2018年2月14日至18日在澀谷區的Space Zero演出，共演了8場，2月13日有一場公開彩排。
演員名單
- 七尾 - 平野良
- 王子 - 坂口湧久
- 蜜柑 - 小沼將太（日语：小沼将太）
- 檸檬 - 碕理人
- 鈴木 - 若宮亮
- 狼 - 山本侑平
- 虎頭蜂 - 中村裕香里
- 車掌 - 深澤恆太
- 真莉亞 - 福圓美里
- 木村 - 谷口賢志

### 真人電影
2020年6月24日，Deadline報導，《瓢蟲》的改編電影（Bullet Train）將由大衛·雷奇執導，扎克·奧爾克維奇（Zak Olkewicz）編劇，索尼影業出品。同年7月，布萊德·彼特加入劇組，飾演「瓢蟲」（Ladybug）。10月，據《好萊塢報導》指出，9月時加入的女演員喬伊·金將飾演王子（Prince），亞倫·強森將飾演蜜柑（Tangerine）。其他還有很多知名演員參與演出，但飾演的角色還未公開。電影在2019冠狀病毒病疫情下拍攝完畢，於2022年8月5日在美國上映。

## 外部連結
- 文庫本宣傳網頁 （页面存档备份，存于）（日語）
- 舞台劇官網 （页面存档备份，存于）（日語）